# Philonotis pyriformis
Philonotis pyriformis är en bladmossart som beskrevs av Roelof J.van der Wijk och Margadant 1962. Philonotis pyriformis ingår i släktet källmossor, och familjen Bartramiaceae. Inga underarter finns listade i Catalogue of Life.